# Fusae Ichikawa
Pour les articles homonymes, voir Ichikawa (homonymie).
Fusae Ichikawa (市川房枝, Ichikawa Fusae), née le 15 mai 1893 à Meichi et morte le 11 février 1981 est une femme politique et féministe japonaise. Elle est l'une des militantes politiques qui ont lutté pour l'instauration au Japon du droit de vote des femmes.

## Biographie

### Enfance et formation
Fusae Ichikawa naît le 15 mai 1893, à Meichi, un village faisant partie, depuis 2005, de la ville d'Ichinomiya, dans la préfecture d'Aichi, au Japon. Durant son enfance, elle reçoit une éducation stricte d'un père qui bat régulièrement son épouse. En 1913, après une formation au sein d'une école normale primaire, elle exerce le métier d'institutrice, avant de devenir, en 1917, la première journaliste au Nagoya Shinbun, pour lequel elle réalise des reportages sur la vie des femmes japonaises,. En 1919, elle adhère à une association de femmes, puis à un syndicat de salariées, ce qui la sensibilise aux discriminations subies par les femmes japonaises. À Tokyo, elle rejoint la mouvance féministe,. Dans le but de lutter contre les inégalités hommes-femmes, elle co-fonde l'Association de la femme nouvelle, en 1920, avec Raichō Hiratsuka et Oku Mumeo,.

### Activisme en faveur des droits des femmes

Fusae Ichikawa dans les années 1920.

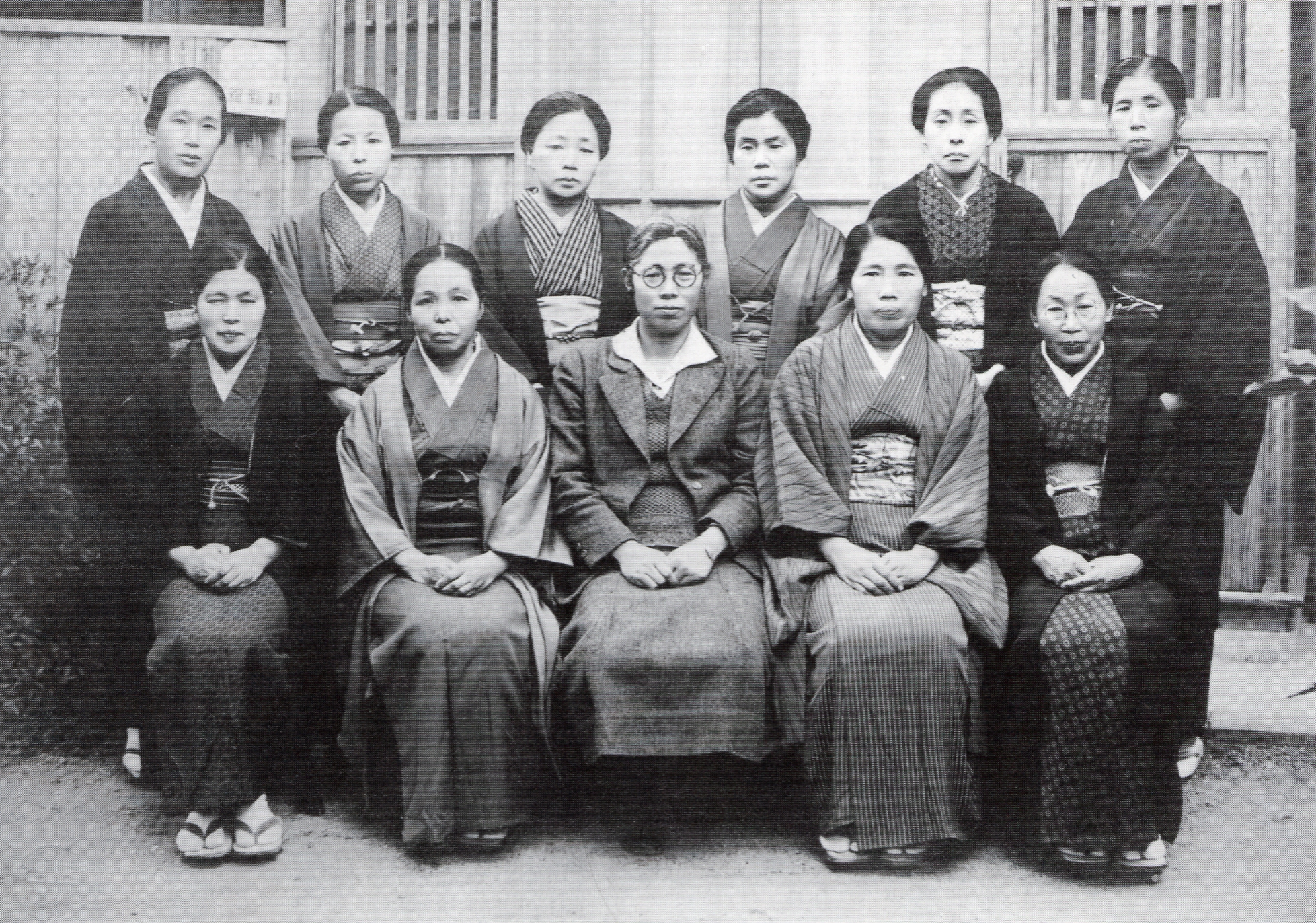
Fusae Ichikawa, au centre, en 1941.

De 1921 à 1924, Fusae Ichikawa effectue un voyage d'études aux États-Unis portant sur la question sociale des femmes,. Elle y fait la connaissance des militantes féministes américaines Alice Paul et Carrie Chapman Catt,. De retour au Japon, en 1924, elle travaille pour la branche tokyoïte de l'Organisation internationale du travail, fonde la Ligue pour le suffrage des femmes et devient une figure de prou du mouvement japonais pour le droit de vote des femmes,.
À l'issue de la Seconde Guerre mondiale, le Japon devient un territoire occupé par les vainqueurs du conflit. Dans le cadre de sa politique de démocratisation du pays, l'administration du Commandement suprême des forces alliées (SCAP), qui s'applique à effacer des tables de la loi le shintoïsme d'État prévalant durant la guerre, impose des mesures législatives en faveur de l'émancipation des femmes. La loi interdisant aux femmes et aux mineurs de participer à des rassemblements politiques et d'adhérer à un parti politique est abrogée. En décembre 1946, l'instauration du droit de vote des femmes par la Diète du Japon permet la participation de celles-ci au renouvellement de la Chambre des représentants, lors des premières élections d'après-guerre, en avril 1946. En novembre 1945, des féministes fondent la première organisation de femmes d'après-guerre : la nouvelle Ligue des femmes du Japon. Fusae Ichikawa en devient la première présidente,,.
En mars 1947, victime d'une purge d'après-guerre pour fait de collaboration, Fusae Ichikawa cesse ses activités politiques,. Fin 1950, elle est rétablie dans ses droits de citoyenne. La nouvelle Ligue des femmes du Japon est alors rebaptisée en League of Women Voters of Japan (« Ligue pour le vote des femmes »). En 1958, elle rassemble cinq mille membres, répartis en quarante et une sections régionales.

### Carrière politique
Fusae Ishikawa est élue à la Diète du Japon, en avril 1953, en tant que représentante de Tokyo,. Elle concentre ses actions politiques sur les questions relatives aux femmes, ainsi que sur les réformes électorales. Elle est réélue deux fois, mais échoue en 1971,.
En 1974, à l'âge de 81 ans, elle se présente à nouveau, et obtient un quatrième mandat à la Diète,. Elle est réélue à la Chambre des conseillers en 1980, emportant le nombre de votes le plus important des élections,.

### Fin de vie
Àgée de 87 ans, Fusae Ichikawa meurt le 11 février 1981, à Tokyo,,.

## Récompenses
En août 1974, Fusae Ichikawa reçoit le prix Ramon Magsaysay dans la catégorie de « Leadership communautaire », pour ses efforts en faveur de l'égalité sociale.